# Norbert Hochreutener

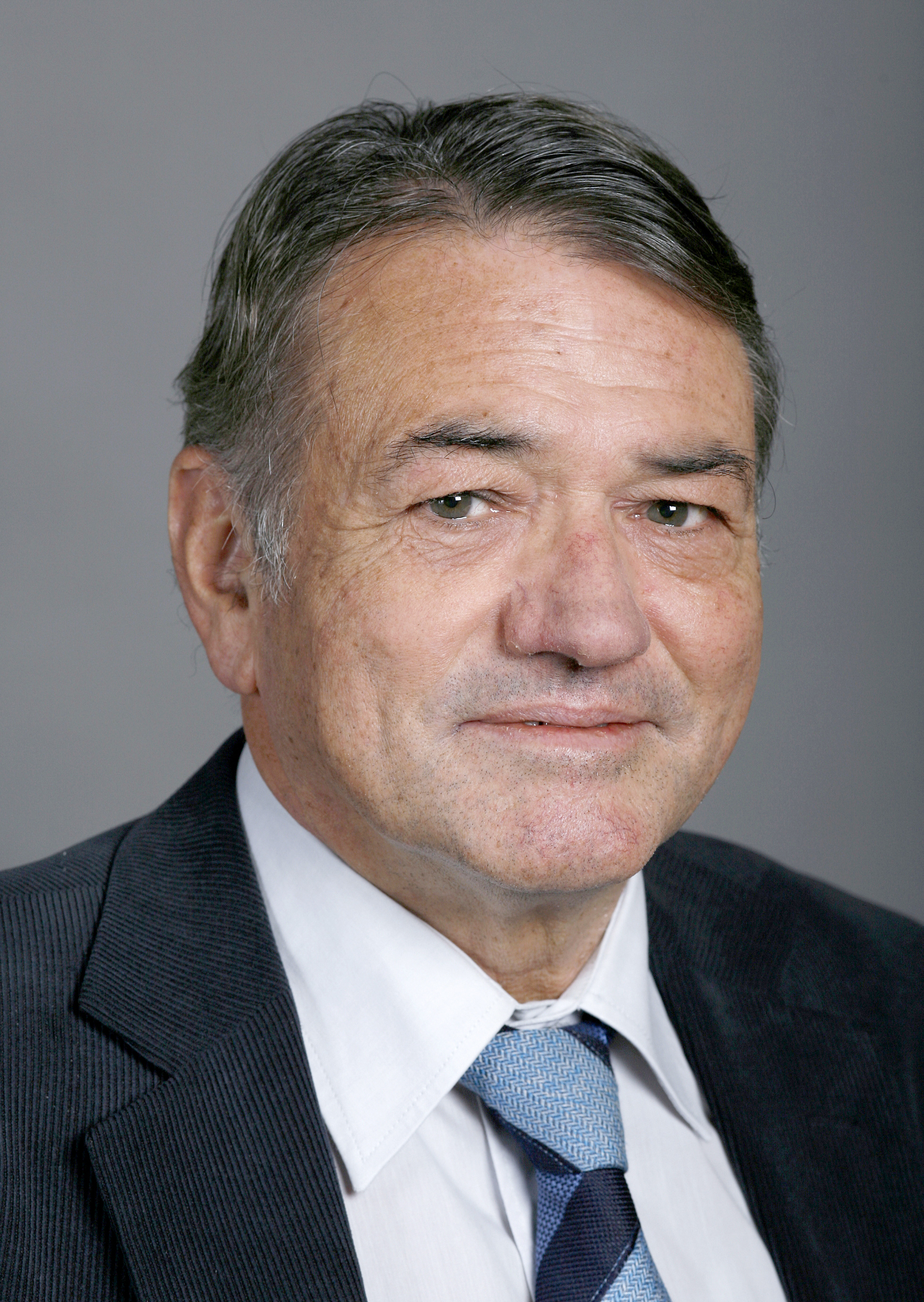
Norbert Hochreutener (2007)

Norbert Hochreutener (* 10. Juni 1946 in Niedergösgen; heimatberechtigt in Eggersriet) ist ein Schweizer Journalist und Politiker (CVP).

## Leben
Hochreutener studierte Rechtswissenschaft an der Universität Bern und schloss mit dem Lizenziat ab. Er arbeitete als Bundeshausredaktor für Radio DRS und Fernsehen DRS. Ab 1995 leitete er den Bereich Public Affairs beim Schweizerischen Versicherungsverband.
Hochreutener wurde bei den Schweizer Parlamentswahlen 1995 zum ersten Mal für den Kanton Bern in den Nationalrat gewählt, 1999 trat er wegen der beruflichen und politischen Doppelbelastung nicht mehr an. Bei den Wahlen 2003 wurde er ein zweites Mal in den Nationalrat gewählt und 2007 wiedergewählt. Bei den Wahlen vom 23. Oktober 2011 wurde er nicht wiedergewählt, weil seine Partei den Nationalratssitz verloren hatte.
Hochreutener reichte 2007 eine parlamentarische Initiative zum Familienartikel als Verfassungsbasis für die Familienpolitik ein, die am 3. März 2013 als Eidgenössische Abstimmung über die Familienpolitik zur Abstimmung kam und am Ständemehr scheiterte. Mit einer Motion gab er den Anstoss zu Bau und Finanzierung eines 4-Meter-Korridors für den Schienengüterverkehr auf den Zulaufstrecken zur Neat.
Zusammen mit Heinz Ramstein schrieb er mehrere Krimis: Dubach sieht rot, Dubach im Abseits und Dubach im Machtpoker und weitere.
Hochreutener ist verheiratet, hat zwei Kinder und wohnt in Wabern.